# Renaison (rzeka)
Renaison – rzeka we Francji, przepływająca przez teren departamentu Loara, o długości 25,7 km. Stanowi lewy dopływ rzeki Loary.